# Dedicazione della basilica lateranense

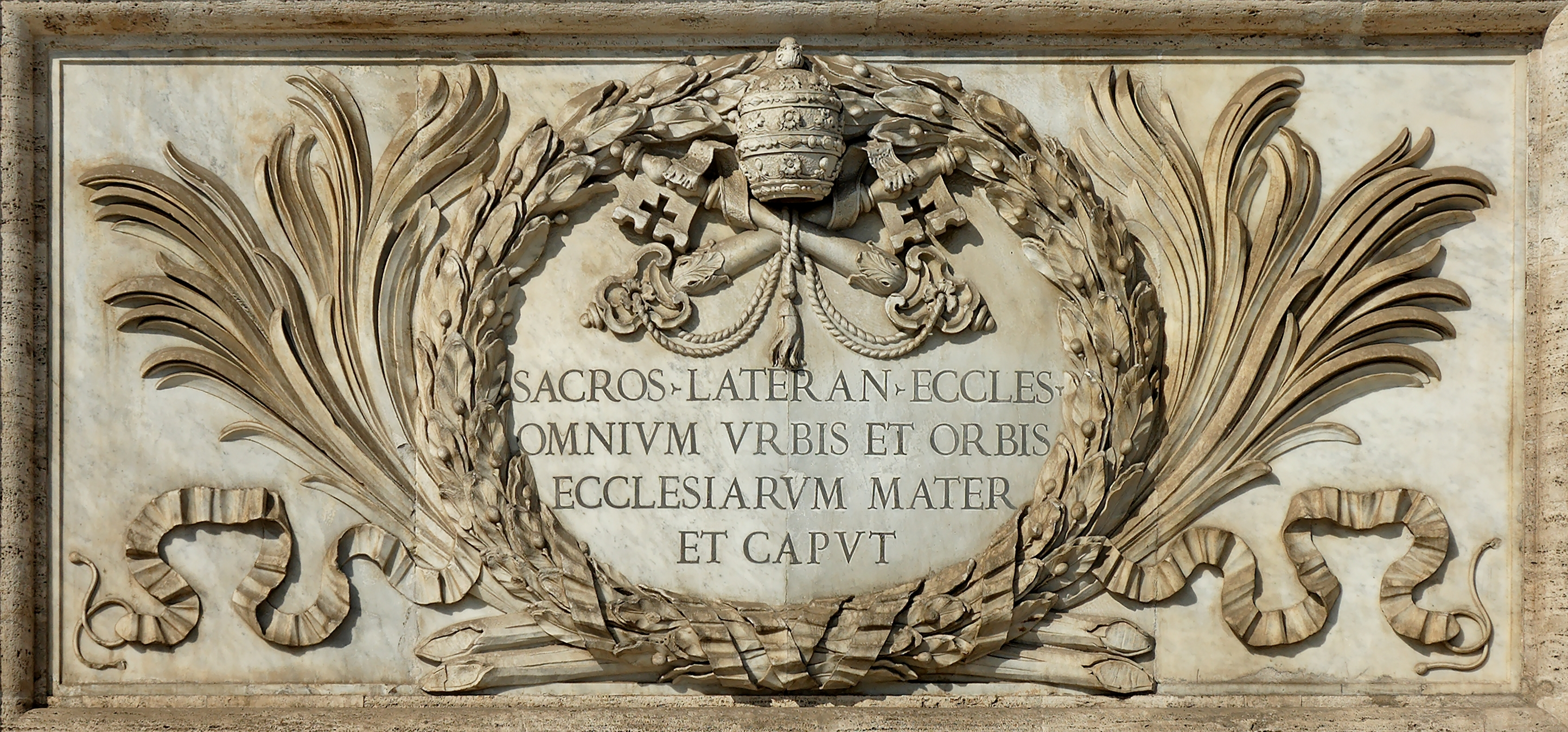
Iscrizione sulla facciata della basilica lateranense: Sacrosancta Lateranensis ecclesia omnium urbis et orbis ecclesiarum mater et caput

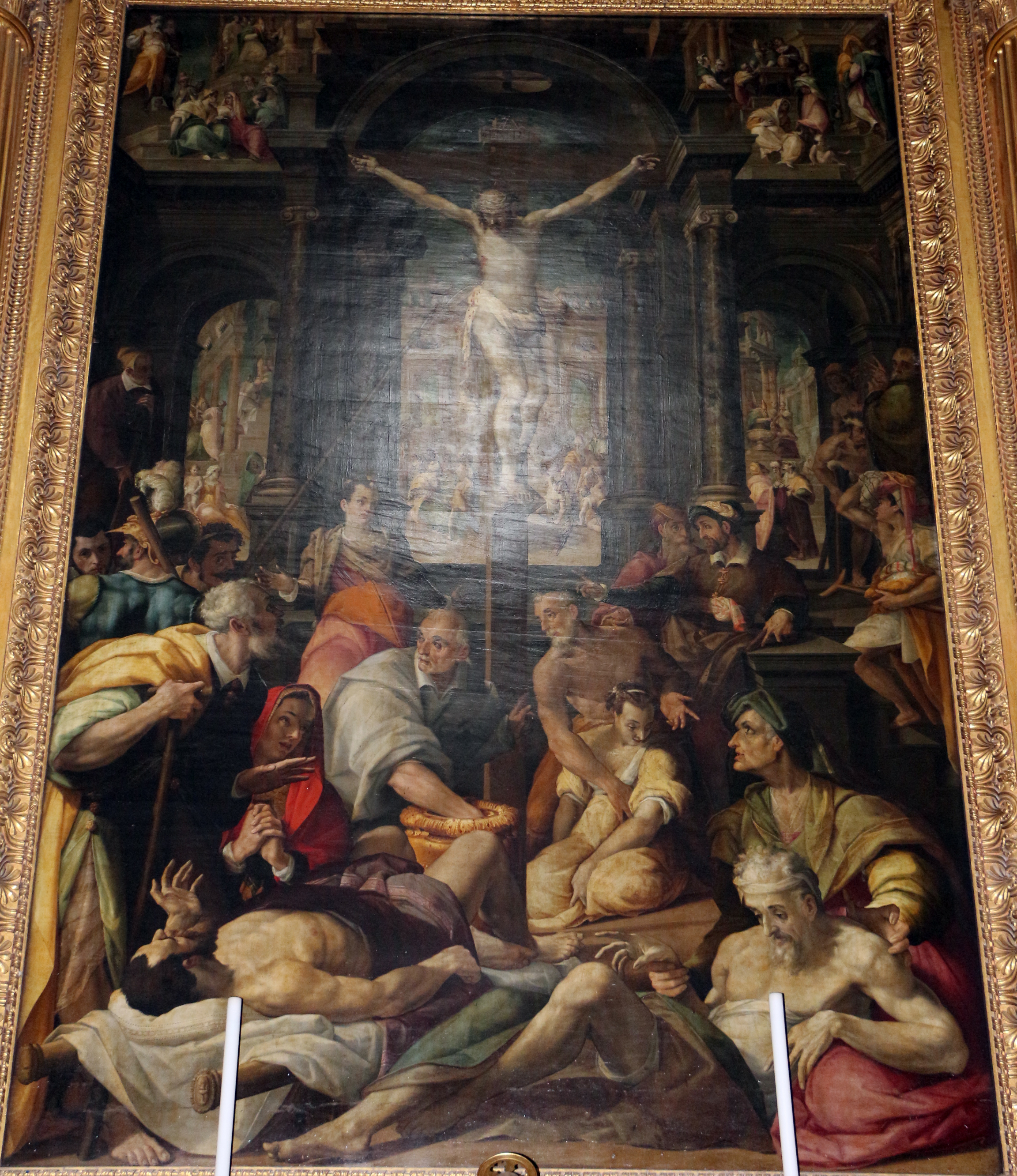
Storie del crocifisso di Beirut realizzata da Jacopo Coppi nel 1579 per la chiesa di San Salvatore a Bologna

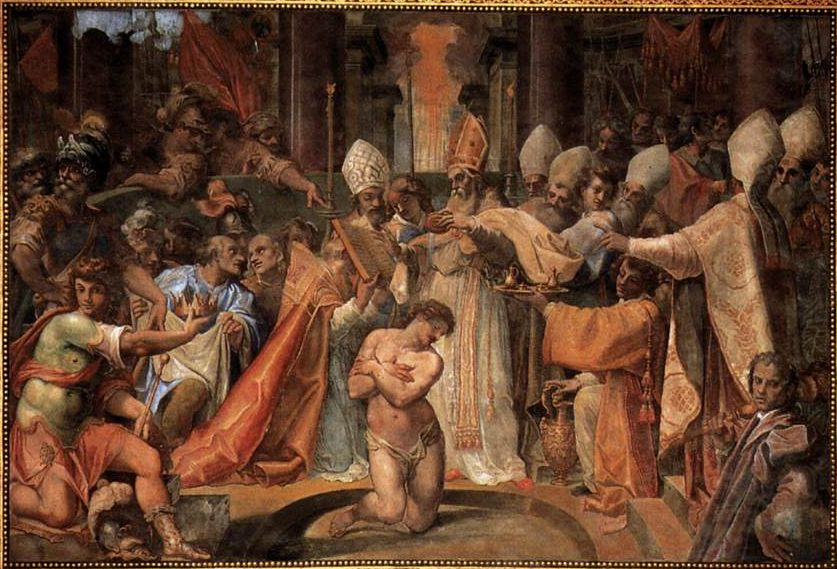
San Silvestro battezza Costantino, di Cristoforo Roncalli

La dedicazione della basilica lateranense è la festa che commemora la consacrazione a Cristo Salvatore della chiesa cattedrale dei vescovi di Roma. 
È una festa cristologica celebrata annualmente il 9 novembre in tutta la Chiesa latina come segno di unità con il papa.
Le prime tracce della commemorazione in Laterano dell'anniversario della consacrazione al Salvatore della basilica costantiniana a opera di san Silvestro risalgono solo al pontificato di papa Alessandro III, ma già in tempi più antichi in vari luoghi il 9 novembre veniva celebrata la dedicatio S. Salvatoris in memoria del leggendario miracolo dell'immagine crocifissa del Salvatore a Beirut.

## Storia
Le origini della festa risalgono alla commemorazione dell'immagine del Salvatore crocifissa dagli ebrei a Beirut, anche detta la Passio Imaginis.
Secondo la leggenda, un cristiano che viveva nei pressi di una sinagoga di Beirut traslocò dalla sua abitazione dimenticando nell'edificio un'immagine sacra che rappresentava Gesù Cristo nella sua interezza; l'edificio fu acquistato da un ebreo che non fece caso all'immagine, ma un suo ospite notò l'icona e denunciò il padrone di casa come sospetto apostata davanti agli anziani del sinedrio.
Gli ebrei fecero irruzione nella casa, si impadronirono dell'immagine e ripeterono su di essa tutti i tormenti che erano stati inflitti a Gesù: nel trafiggergli il costato, dal legno della tavola fuoriuscirono sangue e acqua in abbondanza. Il sangue effuso fu raccolto e diede prova di virtù miracolosa ridando la salute a un paralitico e la vista a numerosi ciechi.
Dopo questi prodigi, la comunità ebraica di Beirut si rivolse al vescovo per ottenere il battesimo e trasformarono la loro sinagoga in una chiesa intitolata (cosa mai accaduta prima) al Salvatore.
Le prime tracce del racconto dell'immagine ferita da cui fuoriesce sangue risalgono al VI secolo e il suo testo, attribuito ad Atanasio, fu citato da Pietro, vescovo di Nicomedia, al secondo concilio di Nicea del 787 e addotto come argomento a favore del culto delle immagini.
Tra il X e il XIII secolo il testo della leggenda conobbe una ricca circolazione in Europa occidentale subendo numerose alterazioni e aggiunte: ad esempio, la realizzazione dell'immagine fu attribuita a Nicodemo, discepolo di Gesù; l'invio da parte del vescovo di Beirut (a cui viene attribuito il nome di Adeodato) di ampolle contenenti il liquido effuso dall'icona ad altre comunità di Asia, Africa ed Europa; fu indicato come giorno della consacrazione a Cristo Salvatore dell'ex sinagoga di Beirut il quinto giorno dalle idi di novembre, cioè il 9 novembre.
È probabile che la scelta occidentale della data del 9 novembre per la festa del Salvatore derivi della trasformazione in chiave "romana" della celebrazione bizantina della prima domenica di Quaresima: in tale occasione a Costantinopoli si festeggiava la domenica dell'Ortodossia, ovvero la fine della controversia iconoclastica, in ricordo della restituzione del culto delle immagini voluta l'11 marzo 843  dall'imperatrice Teodora. Le celebrazioni di tale giorno, che comprendevano solenni processioni di icone e la lettura di sermoni dedicati alle immagini miracolose, iniziavano la sua vigilia, il primo sabato dei digiuni, quando in Oriente si festeggiava anche san Teodoro. Poiché nei calendari occidentali la memoria di san Teodoro era posta al 9 novembre, fu in tale giorno che iniziarono a essere commemorati i prodigi legati alle immagini sacre, in particolare quello di Beirut.
Nei più antichi codici che citano la festa del 9 novembre a Roma si parla di Salvatoris templi dedicationem o Dedicatio S. Salvatoris, senza alcun riferimento alla basilica lateranense. Essendo l'ex sinagoga di Beirut l'antesignana di tutte chiese dedicate al Salvatore, la lectio del racconto pseudo-atanasiano del miracolo di Beirut iniziò a essere impiegata come parte dell'officio della commemorazione dell'anniversario della dedicazione di una chiesa intitolata a Cristo Salvatore.
Tra l'XI e il XII secolo, in un'epoca di ridefinizione del ruolo pastorale e politico del pontefice, l'associazione tra questa festività e la basilica lateranense si fece più stretto: in uno scritto composto da Giovanni Diacono per conto di papa Alessandro III, la basilica veniva descritta come chiesa patriarcale e imperiale a cui "per grazia ricevuta da Dio Salvatore Gesù Cristo" appartengono il primato e il dominio su tutte le chiese della terra intera.
Giovanni Diacono attribuisce il merito dell'istituzione di questa solennità cristologica a san Silvestro, che avrebbe consacrato la basilica lateranense al Salvatore un quinto giorno alle calende di novembre (9 novembre) e, in quanto vicario dello stesso Salvatore, aveva concesso una grossa indulgenza a quanti l'avrebbero celebrata. Sempre secondo lo scritto di Giovanni Diacono, a ricordare il legame tra la festa e il culto delle immagini, in occasione del rito di consacrazione sarebbe apparsa su una parete della basilica la figura del Salvatore.